# Пил (река)
Пил (англ. Peel River) — река на северо-западе Канады в Юконе и на Северо-Западных территориях. Река образуется при слиянии рек Огилви и Блэкстон близ гор Огилви. Впадает в дельту реки Маккензи. Её длина вместе с рекой Огилви составляет 684 км, а площадь бассейна равна 73 600 км². Река была названа в честь сэра Роберта Пиль, 19-го премьер-министра Великобритании.
На территории Юкона протекают притоки Пила: Огилви, Блэкстон, Харт, Уинд, Боннет-Плум и Снейк берут начало в горах Огилви на юге, Карибу, Трэйл и Роад стекают с хребта Ричардсона на западе.

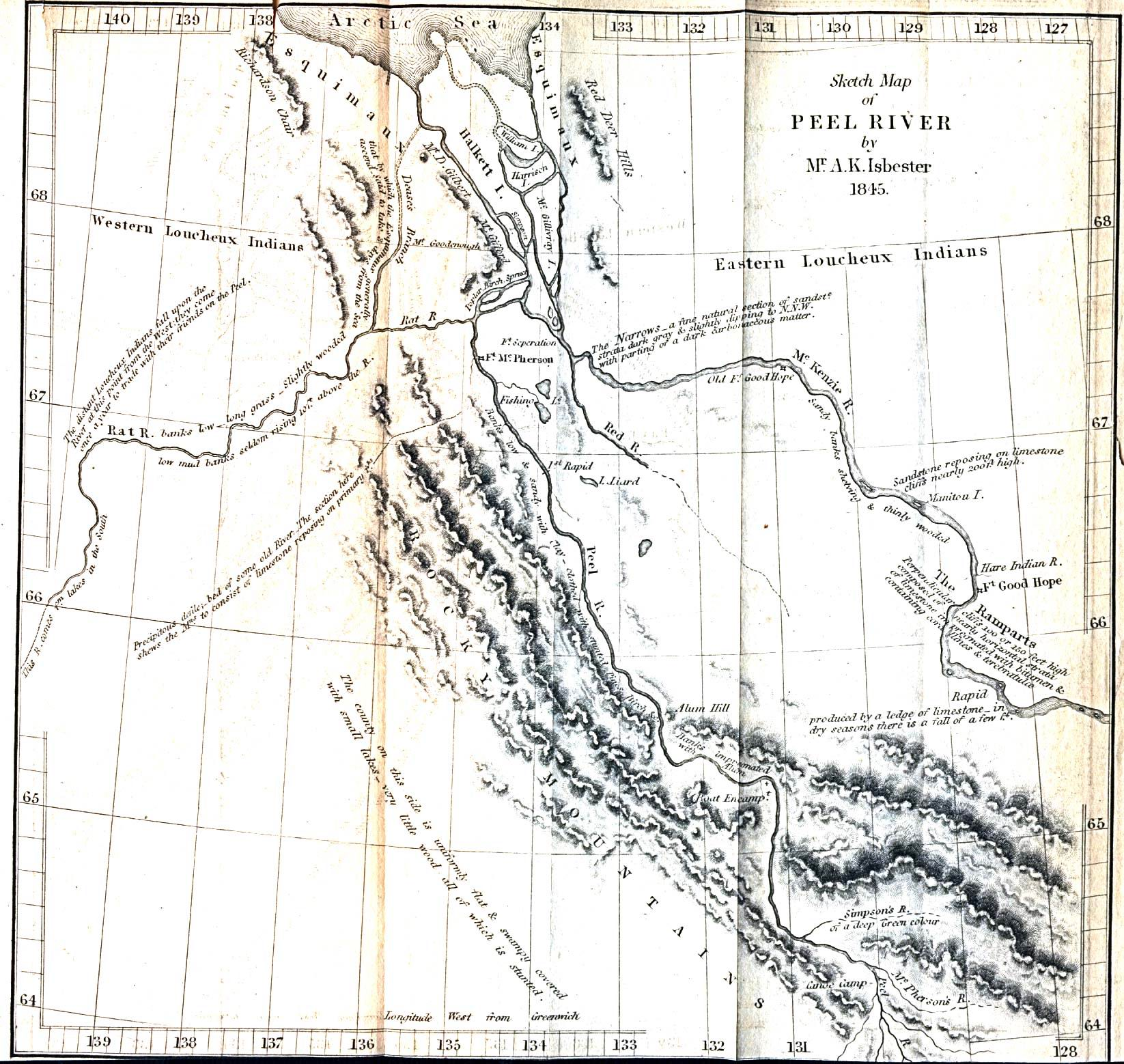
Река Пил отмечена на карте 1845 года.

В западной части бассейна реки Пил проходит трасса Демпстер, соединяющая города Доусон (Юкон) и Инувик (Северо-западные территории). Трасса пересекает реки Блэкстон и Огилви и поворачивает на север, где в конце концов пересекает реку Пил. В восточной части бассейна реки Пил находится самая большая территория без дорог в Юконе, что позволило сохранить первозданную природу, растительный и животный мир, а также традиции общин Начо-Ньяк-Дун, Tetlit Gwich’in, Трондёк-Хвечин и Вунтут-Гвичин.
Город Форт-Макферсон является единственным населённым пунктом вдоль её берегов.